# Paolo Virno
Paolo Virno (Napels, 27 juni 1952) is een Italiaanse marxistische filosoof. Algemeen wordt hij toegerekend tot de school van het Italiaans autonoom marxisme. 

## Biografie
Studeerde in 1977 af als filosoof aan de Universiteit van Rome met een thesis rond arbeid in het werk van Adorno. Was lid van de groep Potere Operaio. In 1979 gearresteerd en veroordeeld tot drie jaar preventieve gevangenis en een jaar huisarrest. Na een na een beroepsprocedure werden de aanklachten in 1987 volledige nietig verklaard. Sinds 2000 docent ethiek en communicatie aan de Universiteit van Calabrië.

## Werk
In A Grammar of the Mulltitude: de multitude of menigte, post-fordistische arbeid, subjectiviteit, individualiteit.

## Beknopte bibliografie
- 1986, Convenzione e Materialismo, Roma: Ed. Theoria.
- 2004, A Grammar of the Multitude: For an Analysis of Contemporary Forms of Life, Nueva York: Semiotext[e].
- 2005, Cuando el verbo se hace carne. Lenguaje y naturaleza humanas, Madrid: Traficantes de Sueños.